# Martin Schwegmann

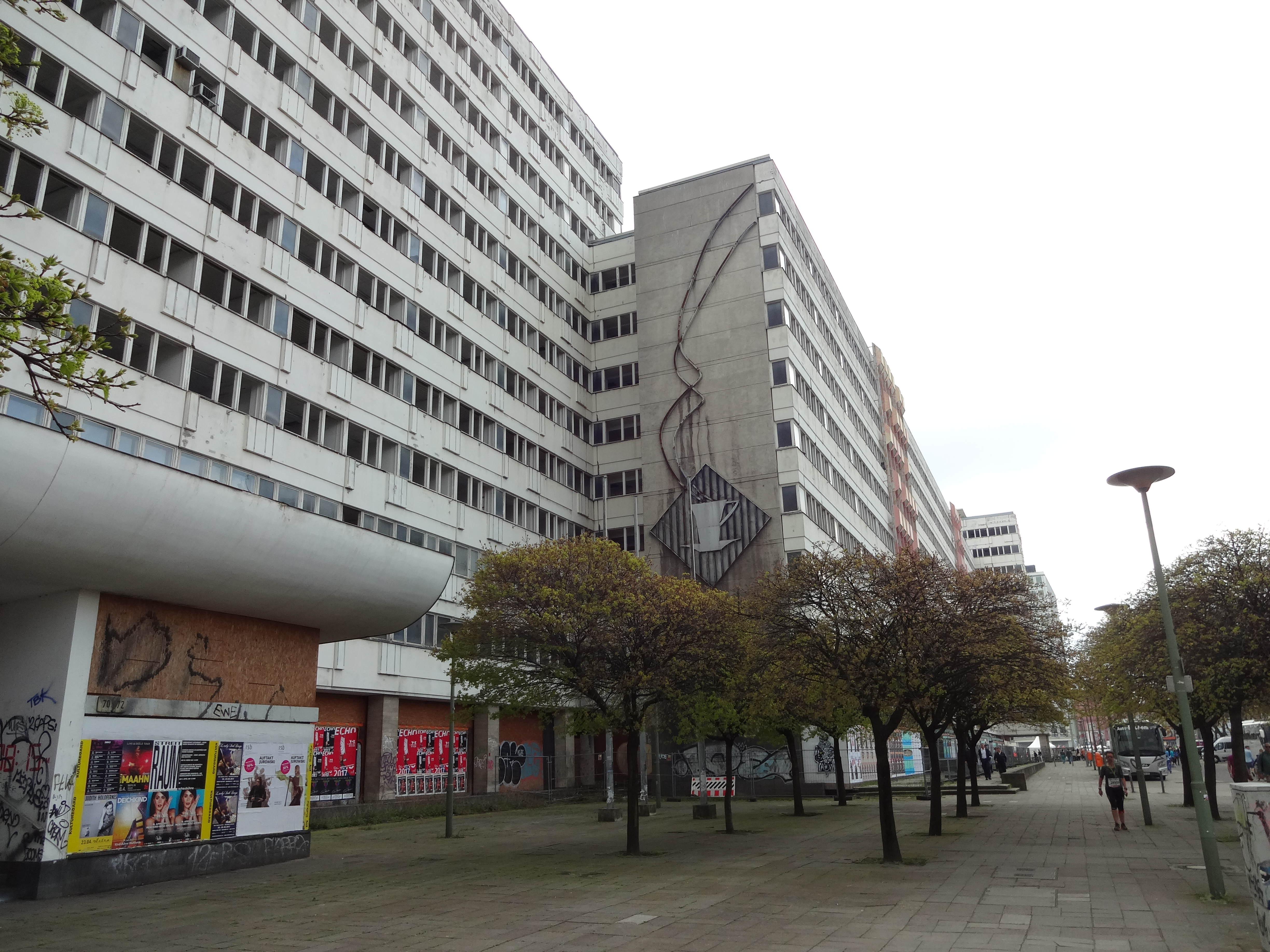
Haus der Statistik in Berlin-Mitte

Martin Schwegmann (* 1975 in Münster) ist Architekt, Stadtforscher und Berater, der in Berlin lebt und arbeitet. Er war Atelierbeauftragter im Kulturwerk des Berufsverbands Bildender Künstler*innen Berlin (Eigenschreibweise: kulturwerk des bbk berlin).

## Leben
Martin Schwegmann studierte Architektur an der Universität der Künste Berlin, wo er 2004 mit dem Diplom abschloss. 2013 promovierte Schwegmann an der Technischen Universität Berlin zum Dr.-Ing. mit einer Arbeit über Stadtentwicklungsprozesse in Istanbul. Betreut wurde die Arbeit von Peter Herrle und Sonja Nebel. 2006 und 2007 unterrichtete Schwegmann an der Königlich Dänischen Kunstakademie Kopenhagen. Von 2013 war er 2017 Programmleiter des Förderprogramms Actors of Urban Change von der Robert Bosch Stiftung. Seit 2017 ist er Atelierbeauftragter im Kulturwerk des Berufsverbands Bildender Künstler*innen Berlin.  In dieser Funktion führte er in Kooperation mit dem Planungsbüro raumlaborberlin 2018 die Ideen einer Neubauinitiative für Ateliers im Rahmen des Projekts Art City Lab 2 fort. Als Atelierbeauftragter konzipierte Schwegmann das Weißbuch - Atelierförderung I (2019) und II (2021), welche konkrete Handreichungen für Verwaltungen und Politik für die Schaffung und Sicherung für Orte der Kunstproduktion und der Berliner Mischung darstellen. Als Mitbegründer der Urban Research Group am Georg Simmel Zentrum für Metropolenforschung der HU Berlin war er Mitherausgeber der Schrift Urban Commons – Moving Beyond State and Market, Band 154 der Reihe Bauwelt Fundamente.

## Engagement
Besonders verdient gemacht hat sich Schwegmann für die Etablierung eines Standorts für Kunst und Kultur, Bildung und Soziales in der Initiative Haus der Statistik. Bei der aktuellen Entwicklung des Quartiers und der Pioniernutzung des Hauses der Statistik ist die zentrale Anlaufstelle die ZUsammenKUNFT Berlin e.G. Die gesamte Aktion wurde aber maßgeblich von Florian Schmidt und später von Schwegmann zusammen mit AbBA u. a. in Bewegung gebracht (AbBA = Allianz bedrohter Berliner Atelierhäuser). Eine Aktion der AbBA war 2015 das Anbringen eines fingierten Bauschilds am Haus der Statistik, auf welchem die Umwidmung des ganzen Gebäudes zu Ateliers etc. gefordert wurde. Die daraus erwachsene Initiative Haus der Statistik hat heute einen festen Platz in der Berliner Kunst- und Kulturszene.
Schwegmann arbeitete eng mit der Organisation AbBA zusammen. Mit AbBA entwickelte Schwegmann auch den ironischen negativen Kunstpreis Weak Art Award (eine Paraphrase auf Berlin Art Week), mit dem Personen und Dinge ausgezeichnet werden, die sich in besonderem Maße für die Schwächung der Berliner Kunstszene verdient gemacht haben (2018 etwa das Deutsche Gewerbemietrecht und Investor Udo Schlömer). Seit 2012 ist Schwegmann Mitglied im Lenkungskreis der Initiative StadtNeudenken, die den Runden Tisch Liegenschaftspolitik initiiert hat. Hier engagiert er sich seit 2018 insbesondere bezüglich des Themas Konzeptverfahren. 2019 hat er in diesem Zusammenhang zusammen mit Aljoscha Hofmann und Lennart Siebert u. a. die Werkstatt Konzeptverfahren des Runden Tischs Liegenschaftspolitik konzipiert und umgesetzt.

## Veröffentlichungen (Auswahl)
- Dissertationsschrift: Istanbul and the Grassroots. Civil Society Organizations, Local Politics and Gecekondu Development in Istanbul, Turkey. Promotion. Technische Hochschule Berlin, Berlin. Institut für Architektur, Entwerfen und internationale Urbanistik A53 – Habitat Unit, 2013
- Als Herausgeber gemeinsam mit Mary Dellenbaugh, Markus Kip, Majken Bieniok und Agnes Müller: Urban Commons – Moving Beyond State and Market. Band 154 der Reihe Bauwelt Fundamente. Basel: Birkhäuser 2015, ISBN 978-3038216612